# 완전이행의 원칙
완전이행의 원칙(「完全履行의 原則) 혹은 완전일치의 원칙이란 매수자가 매도자에게 약속된 계약의무의 완전한 이행을 요구하는 법리를 말한다. 예를 들어 물품매매에서 매도자가 매수자에게 약속한 수량, 품질, 전달방법에서 조금이라도 벗어나면 매수자는 수령을 거부할 수 있는 것이다. 따라서 계약조항에 충실하게 상품인도가 이루어진 경우 이외에는 구매자가 상품인수를 거절할 수 있는 것으로 된다. 미국통일상법전이 채택하고 있으며 실질적 이행의 원칙의 원칙과 구별된다.
분할이행계약의 경우, 완전이행의 원칙이 적용되지 않는다.